# TV Corvi
TV Corvi, även känd som Tombaughs stjärna, är en dvärgnova av typen SU Ursae Majoris i stjärnbilden Korpen, som först upptäcktes av en slump som en mystisk stjärna i 12:e magnituden på en fotografisk plåt av Clyde Tombaugh när han den 25 maj 1932 letade efter avlägsna planeter bortom Neptunus, innan dess identitet bekräftades som en dvärgnova av David Levy 1990. Han föreslog att stjärnan skulle döpas till Tombaughs stjärna.
TV Corvi är ovanlig genom att den ligger långt från det galaktiska planet, till skillnad från de flesta andra kataklysmiska variabler. År 1996 beräknade Howell et al. att den låg på 350 ± 250 parsecs avstånd från jorden.

## Egenskaper

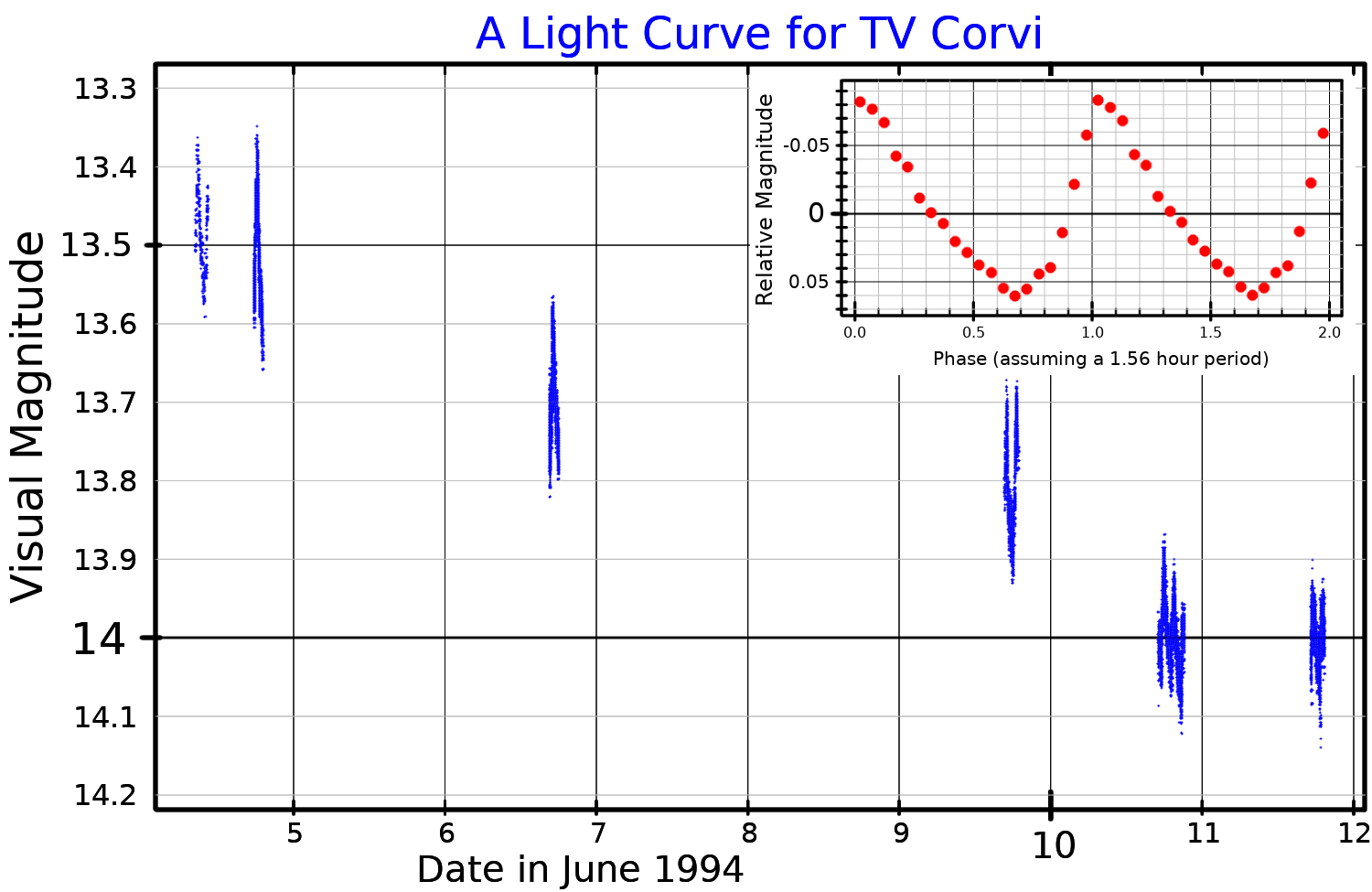
Ljuskurva i visuell bandet för TV Corvi, anpassad från Howell et al. (1996). Huvuddiagrammet visar nedgången från ett superutbrott i juni 1994, och den infällda plotten visar ett genomsnitt av de superutbrott som sågs under nedgången.

Systemet består av en vit dvärg och en donatorföljeslagare som kretsar kring en gemensam tyngdpunkt med en omloppsperiod av 1,5096 timme (90,54 minuter). Den vita dvärgen suger materia från den andra stjärnan via sin Roche-lob till en ackretionsskiva, som värms upp och ändrar viskositet innan den kollapsar och vanligtvis når magnituden 13 i dessa utbrott och förblir nära magnituden 19 när det är tyst. I TV Corvi kan dessa utbrott delas upp i frekventa utbrott och två typer av mindre frekventa superutbrott, beteende som finns i en grupp dvärgnovor som kallas SU Ursae Majoris-stjärnor. AAVSO har registrerat maxima så ljusa som visuell magnitud 12,2.
Givarstjärnan har beräknats ha endast 10,8 procent av solens massa. Det tros nu vara en brun dvärg och avståndet mellan den och dess vita dvärgföljeslagare är mindre än solens diameter.